# Zolje
Zolje är ett samhälle i Bosnien och Hercegovina.   Det ligger i entiteten Federationen Bosnien och Hercegovina, i den östra delen av landet, 80 km nordost om huvudstaden Sarajevo. Zolje ligger 347 meter över havet och antalet invånare är 1 164.
Terrängen runt Zolje är lite kuperad. Närmaste större samhälle är Kalesija, 2,9 km väster om Zolje. 
I omgivningarna runt Zolje växer i huvudsak lövfällande lövskog. Runt Zolje är det ganska tätbefolkat, med 86 invånare per kvadratkilometer.